# ホットドッグ・プレス
『ホットドッグ・プレス』 (Hot-Dog PRESS) は、かつて存在した日本の雑誌である。若年男性を読者とする情報誌として1979年（昭和54年）に講談社から創刊され、その後のバブル期にかけては、いわゆる「デート・マニュアル」として人気を得ていた。

## 沿革
1979年5月23日に平凡出版（現・マガジンハウス）の『POPEYE』に対抗して創刊され、主に男子大学生をターゲットにファッションや恋愛マニュアルを中心にした情報誌として人気となった。クリスマスやバレンタインデーなどのイベントを中心とした若者のデート文化を育てるうえで影響が大きかった。
競合誌が増えたことなどから次第に部数が減少し、一旦休刊した。のちに、隔週刊誌だったのが月刊誌として復刊するものの2004年12月号で再休刊した。
なお、2010年3月25日より同年10月までの半年、Web限定にて復刊し、かつての読者層である新人類を対象とした『OYAJI Hot-Dog PRESS』と題して公開された。
2014年5月14日、同年6月よりスマホ・マガジン『Hot-Dog PRESS』として10年ぶりに復刊することが発表された。
2015年3月12日に発売のゲーム『龍が如く0 誓いの場所』の予約特典として本誌とコラボした特製冊子『龍が如く Hot-Dog PRESS』が付属された。
2015年4月からBS日テレで『月刊ホットドッグ・プレスTV』（月刊Hot-Dog PRESSTV）がスタートした。司会は山崎弘也（ザキヤマ）が担当。放送は不定期（第1弾は2015年4月7日）。テレビ番組化は、2015年3月14日にZeppダイバーシティで開催されたディスコイベント「HDP Night of 80s」で山崎によるサプライズ宣言で告知された。
2023年1月現在、雑誌読み放題サービスや電子書籍アプリなどで第1～4木曜日に配信している。

## 特徴的な記事
読者ページ「Pack'n Press」では、コラム形式に分かれたコーナーがあり、高橋洋二、ナンシー関、宮沢章夫、押切伸一、R&R成、山田五郎、きたろうらが担当していた。一時期はナンシー関の消しゴムハンコによる担当者の似顔絵が、コラムに添付される回もあった。一度だけ、飛び入りでえのきどいちろうが参加するイベントもあった。代表的な長寿人気コラムに「対岸に火をつけろ」、「味の王様」がある。代表的投稿者に、後にお笑いライブ&音楽プロデューサーとなったヒロ吉田（投稿者でありながら単独でコーナーをもつ。「超個人的ベスト10コーナー」）、後に演劇俳優となる小浜正寛（ボクデス名義で芸人活動も平行して行う）、4コマ漫画『お医者はん』（掲載誌『漫画ちょ』宙出版）でデビューした小杉なんぎや『天才・たけしの元気が出るテレビ!!』の放送作家募集コーナーで「ヘビメタがタクシーを止めたら」というネタでプロになった男性がいる。
「pack'n Press」では、イラストレーターも何度か入れ替わっており、後に売れっ子になった者も多い。代表的なイラストレーターに、西山さとし、中尊寺ゆつこ、田中暁、斉藤芳美がいた。なお、ナンシー関も一時期、本文イラストを担当している。
このほかにも、中学高校から変な校則を投稿するコーナーが独立して存在していた。

## 関連人物
- いとうせいこう（かつて編集部に在籍）
- 北方謙三（「青春相談　試みの地平線」を1986年 - 2002年まで連載）
- ナンシー関（同誌上でデビュー）
- 山田五郎（かつて編集長を経験）
- NIGO
- つんく（同誌上でコラム「つんくの四位狙い」を長期連載）
- 杉元伶一（同誌上でコラム「フリーター・クロニック」を連載）
- 水玉螢之丞（同誌上で漫画を連載。コンビニのスイーツで大貧民をやるオヤジ連中等）
- 萩原健太（コトブキ健太名義でお笑いコラムを、萩原健太名義で「素敵なあなた」を連載）
- 瑛太（同誌でモデルとして活躍）
- 矢吹透（大学生作家として、エッセイを連載）
- ヒロ吉田（お笑いプロデューサー。投稿常連として初のコーナー担当）